# Martin Adamský
Martin Adamský (* 13. červenec 1981, Studénka) je bývalý český hokejový útočník. Naposledy hrál v sezóně 2020/21, po které ze zdravotních důvodů ukončil vrcholnou hráčskou kariéru.

## Hráčská kariéra
- 1998/1999 HC Femax Havířov CZE-2
- 1999/2000 HC Slovnaft Vsetín ELH
- 2000/2001 HC Ytong Brno CZE-2, HC Kopřivnice CZE-3
- 2001/2002 HC Keramika Plzeň ELH, HC Kometa Brno CZE-2, HC Kopřivnice CZE-3
- 2002/2003 HC Keramika Plzeň ELH, HC Slovan Ústí nad Labem CZE-2
- 2003/2004 HC Lasselsberger Plzeň ELH, HC Slovan Ústí nad Labem CZE-2, Idaho Steelheads ECHL Lubbock Cotton Kings CHL
- 2004/2005 HC Lasselsberger Plzeň ELH
- 2005/2006 HC Lasselsberger Plzeň ELH
- 2006/2007 HC Lasselsberger Plzeň ELH
- 2007/2008 HC Lasselsberger Plzeň ELH
- 2008/2009 HC Lasselsberger Plzeň ELH
- 2009/2010 HC Plzeň 1929 ELH
- 2010/2011–2019/2020 HC Oceláři Třinec ELH
- 2020/2021 AZ Heimstaden Havířov Chance liga, Madeta Motor České Budějovice (hostování) ELH

## Statistiky
| Sezona                      | Klub              | Soutěž | Základní část | Základní část | Základní část | Základní část | Základní část | Play off | Play off | Play off | Play off | Play off |
| Sezona                      | Klub              | Soutěž | Z             | G             | A             | B             | TM            | Z        | G        | A        | B        | TM       |
| --------------------------- | ----------------- | ------ | ------------- | ------------- | ------------- | ------------- | ------------- | -------- | -------- | -------- | -------- | -------- |
| 2010/2011                   | HC Oceláři Třinec | ELH    | 49            | 10            | 11            | 21            | 18            | 14       | 6        | 1        | 7        | 12       |
| 2011/2012                   | HC Oceláři Třinec | ELH    | 37            | 12            | 6             | 18            | 20            | 5        | 1        | 1        | 2        | 2        |
| 2012/2013                   | HC Oceláři Třinec | ELH    | 52            | 15            | 21            | 36            | 16            | 13       | 8        | 7        | 15       | 26       |
| 2013/2014                   | HC Oceláři Třinec | ELH    | 47            | 23            | 17            | 40            | 10            | 11       | 1        | 5        | 6        | 6        |
| 2014/2015                   | HC Oceláři Třinec | ELH    | 43            | 22            | 14            | 36            | 14            | 16       | 2        | 4        | 6        | 4        |
| 2015/2016                   | HC Oceláři Třinec | ELH    | 39            | 5             | 7             | 12            | 18            | 5        | 0        | 4        | 4        | 6        |
| 2016/2017                   | HC Oceláři Třinec | ELH    | 51            | 12            | 12            | 24            | 20            | 6        | 1        | 0        | 1        | 2        |
| 2017/2018                   | HC Oceláři Třinec | ELH    | 46            | 11            | 6             | 17            | 12            | 18       | 4        | 1        | 5        | 2        |
| 2018/2019                   | HC Oceláři Třinec | ELH    | 37            | 10            | 9             | 19            | 10            | 17       | 2        | 2        | 4        | 8        |
| 2019/2020                   | HC Oceláři Třinec | ELH    | 48            | 7             | 5             | 12            | 6             | –        | –        | –        | –        | –        |
| CELKEM ZA TŘINEC v ZČ       |                   |        | 449           | 127           | 108           | 235           | 144           | –        | –        | –        | –        | –        |
| CELKEM ZA TŘINEC v Play off |                   |        | –             | –             | –             | –             | –             | 105      | 25       | 25       | 50       | 68       |
| CELKEM v ZČ + Play off      |                   |        | 554           | 152           | 133           | 285           | 112           |          |          |          |          |          |

## Zajímavosti

### Osobní život
Pochází ze sportovní rodiny, otec Luděk Adamský je bývalý hokejový brankář, který chytal v nižších soutěžích za TJ Nový Jičín a TJ Prostějov. Strýc Oldřich Adamský je bývalý hokejový obránce, nastupoval za TJ Tatra Kopřivnice a TJ Slezan Opava. S hokejem začínal ve Studénce na postu brankáře podle svého otce, v devíti letech přešel do útoku. Ve Studénce hrával až do osmé třídy, poté chtěl na radu otce přestoupit do Nového Jičína, ale Studénka nechtěla pustit Martina na přestup ani na hostování. Martin Adamský zrušil registraci ve Studénce a dojížděl do Nového Jičína a hrál na černo pod falešným jménem Jan Mrštík, nápad vznesl trenér Miroslav Škumat, který měl o Adamského velký zájem. V zápasech se několikrát stalo že protihráči poznali Adamského a napráskali rozhodčímu, Adamský se naučil nazpaměť vše v registračce a v té době ještě neměl občanský průkaz, rozhodčí mu vždy uvěřili. O rok později hrál už pod svým jménem za mladší dorost. Studoval obor mechanik - opravář a teprve v šestnácti letech se vyučil aby se zabýval pouze hokejem. První profesionální smlouvu podepsal s HC Havířov, za měsíc si přišel na tři tisíce korun.

### Utkání v extralize
- Martin Adamský 12. 1. 2018 v domácím utkání proti BK Mladá Boleslav odehrál své 800. utkání v extralize (422 za Třinec a 378 za Plzeň).[2]
- Martin Adamský 19. 11. 2019 v domácím utkání proti HC Kometa Brno odehrál své 900. utkání v extralize.

### Utkání v extralize za Třinec
- Martin Adamský 13. 10. 2017 ve venkovním utkání proti HC Dynamo Pardubice odehrál své 400. utkání v extralize za HC Oceláři Třinec.
- Martin Adamský 15. 4. 2019 odehrál své 500. utkání v extralize za HC Oceláři Třinec.

### Branky v extralize za Třinec
- Martin Adamský 14. 3. 2018 v domácím utkání proti HC Dynamo Pardubice vstřelil svou 200. branku v extralize (130 za Třinec a 70 za Plzeň).[3]